# 石蚕叶婆婆纳
石蚕叶婆婆纳（学名：Veronica chamaedrys）为車前草科婆婆纳属下的一种多年生草本植物，廣泛分佈與歐亞大陸，高可達50 cm（20英寸），但一般要小得多。花深藍色:591，採摘後會迅速枯萎，因此在德國得名“Männertreu”（男人的誓言）。

## 扩展阅读
- 維基物種上的相關：石蚕叶婆婆纳